# Gary Sheerer
Gary Peter Sheerer (* 18. Februar 1947 in Berkeley, Kalifornien) ist ein ehemaliger US-amerikanischer Wasserballspieler. Er gewann 1972 die olympische Bronzemedaille. 1967 siegte er mit dem Team der Vereinigten Staaten bei den Panamerikanischen Spielen.

## Karriere
Bei den Panamerikanischen Spielen 1967 in Winnipeg siegte die Mannschaft aus den Vereinigten Staaten im entscheidenden Spiel mit 4:3 gegen die Brasilianer und gewann den Titel. Im Jahr darauf bei den Olympischen Spielen 1968 in Mexiko-Stadt belegte das Team aus den Vereinigten Staaten in der Vorrunde den dritten Platz. In der Platzierungsrunde erreichte die Mannschaft den fünften Platz. Sheerer warf während des Turniers acht Tore, davon drei beim 6:6 gegen die Kubaner.
Vier Jahre später beim olympischen Wasserballturnier 1972 in München gewann das US-Team seine Vorrundengruppe vor den Jugoslawen. In der Finalrunde sicherte sich die Mannschaft aus der Sowjetunion die Goldmedaille vor den Ungarn, dahinter gewannen die Amerikaner die Bronzemedaille. Sheerer nahm an allen neun Spielen teil und erzielte sieben Treffer.
Gary Sheerer besuchte die Los Altos High School und die Awalt High School. Dann studierte er an der Stanford University, wo er 1969 als Ingenieur graduierte. 1963 und 1964 war er als Freistilschwimmer aktiv. Von 1965 bis 1973 spielte er Wasserball im Verein, zuerst beim Foothills Athletic Club und dann bei der De Anza Athletic Foundation in Cupertino.